# Майда (остров)

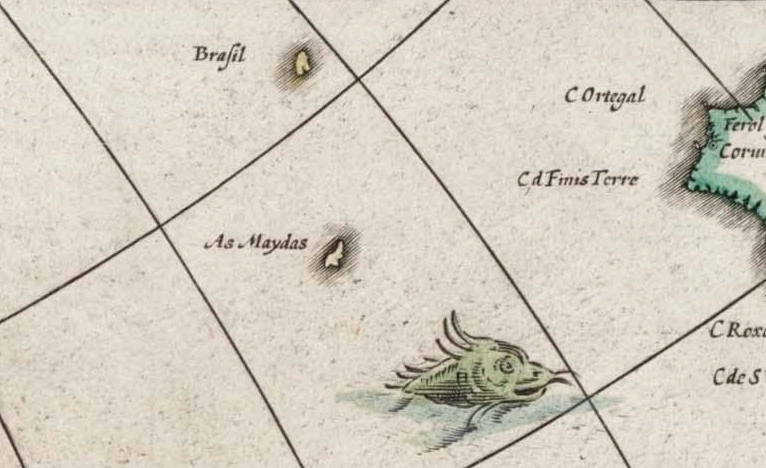

Майда (Mayda, известный также как Maida, Mayd, Mayde, Brazir, Mam, Asmaida, Asmayda, Bentusle, Bolunda и Vlaanderen) — остров-призрак в Северной Атлантике, в разное время показанный на нескольких опубликованных картах. Чаще всего был представлен в форме полумесяца, местоположение варьировалось с течением времени в широких пределах. Ранние карты помещали остров к западу от Бретани и к юго-западу от Ирландии, позже он сместился в сторону Америки (Ньюфаундленд, Бермудские острова, Вест-Индия). Появлялся на рельефной карте издательства «Рэнд Макнелли» (англ.) ещё в 1906 году.

## История
Остров впервые появился под названием Бразир (Brazir) на карте братьев Пиццигани 1367 года. Он имел форму полумесяца и располагался к юго-западу от острова Бразил, на одной широте с южной Бретанью.
Как Асмайдас (Asmaidas) он появился на карте Нового Света, сопровождающей вальдземюллеровское издание «Географии» Птолемея 1513 года.
Ортелий (в «Тhеаtrum Orbis Terrarum») поместил остров в форме полумесяца на место, куда обычно помещали Майду, но назвал его «Vlaenderen».
Хотя в области, соответствующей Майде на ранних картах (isle 46°23′N 37°20′W / 46.383°N 37,333°W / 46.383; −37.333, 20 фатомов глубины) была обнаружена затопленная земля соответствующей формы, это не обязательно Майда.

## Появление на картах
- Карта братьев Пиццигани (1367 г.) под названием «Brazir»[3][7]
- Каталонский атлас (1375 г.) под названием "Mam[8]
- Карта Пинелли (англ., 1384 г.) под названием «Jonzele» / «I. Onzele»[8]
- Карта Пиццигано (1424 г.) под названием «Ventura» или «Ymana»
- Карта мира Бьянко (англ., 1448 г.) под названием «Bentusla»[8]
- Карта Вальдземюллера (1513 г.) под названием «Asmaidas»[9]
- Карта Прюне (англ., 1553 г.) под названием «Mayda»[10]
- Карта Николая (англ., 1560 г.) под названием «I man orbolunda»[5]
- Рельефная карта издательства Рэнд Макнелли (1906 г.)

## В популярной культуре
- Остров Майда является основным местом действия в романе «A Web of Air» (англ.) Филипа Рива (англ.).